# Synanon
Synanon est une organisation américaine, proposant un type de cure de désintoxication. Elle a émergé dans les années 1960 pour aider tout type de personnes ayant des problèmes avec la drogue ou l’alcool. La méthode principale est d’utiliser l’humiliation et des violences physiques pour sevrer des toxicomanes. Elle devient rapidement une communauté alternative, qui est par la suite qualifiée de secte dangereuse et violente, .